# هاوارد کراس
هاوارد کراس (انگلیسی: Howard Crossett; ۲۲ ژوئیهٔ ۱۹۱۸ – ۳۰ ژوئن ۱۹۶۸)از برندگان مدال‌های بازی‌های المپیک زمستانی اهل ایالات متحده آمریکا بود.